# Sylvia Bongo Ondimba
Sylvia Bongo Ondimba (Parigi, 11 marzo 1963), nata Sylvia Valentin, è una dirigente d'azienda, filantropa, ex-First Lady del Gabon dal 2009 al 2023 in quanto moglie del 3º presidente, Ali Bongo Ondimba.

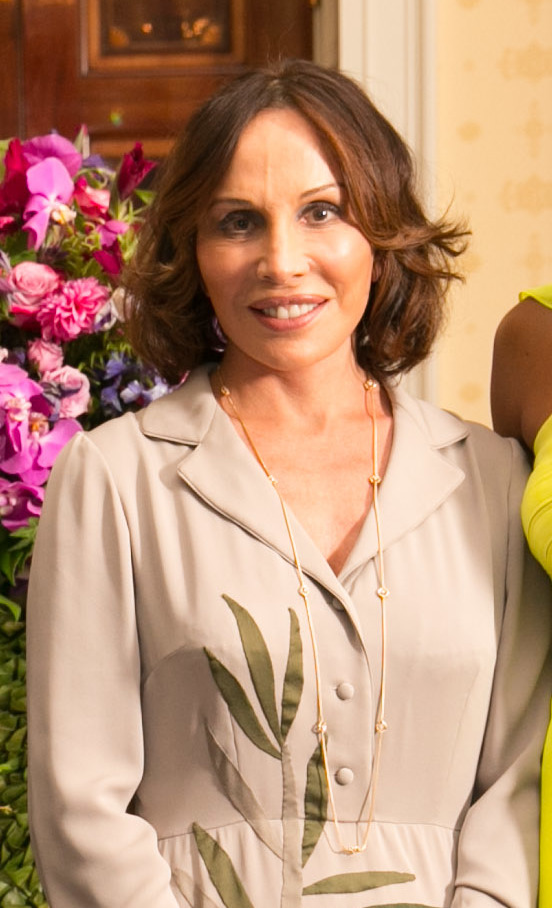
L’ex-first lady nel 2014.

È stata arrestata il 30 agosto 2023 in occasione del colpo di Stato nel paese dello stesso anno, insieme a suo marito e suo figlio.

## Biografia
Nata a Parigi, aveva appena due mesi quando i genitori si trasferirono a Douala, in Camerun, per lavoro. È figlia di Edouard Valentin, uomo d'affari francese a capo del gruppo Omnium Gabonais d'Assurances et de Réassurances (OGAR, Gabonese Insurance and Reinsurance). Sua madre, Evelyne Valentin, divenne segretaria dell'allora presidente gabonese Omar Bongo.
Passò buona parte della sua infanzia in Africa, con i fratelli, prima che la sua famiglia prendesse residenza in Tunisia. 
Nel 1974, i genitori decisero di spostarsi in Gabon e Sylvia ricevette un'educazione accademica e cristiana alla Libreville Immaculate Conception Institution.
In Francia, conseguì una laurea di livello avanzato (DESS) in gestione aziendale, per poi fare ritorno in Gabon, dove venne assunta presso la Gabon Immobilier, la più grande agenzia immobiliare della nazione. Fu promossa fino al ruolo di vice direttore generale, con responsabilità sul marketing e lo sviluppo economico della compagnia.
L'incontro con Ali Bongo Ondimba, figlio del presidente del Gabon, avvenne nel 1988.
Nel 1990, all'età di 25 anni, creò una sua società di gestione patrimoniale, Alliance S.A..
Nel 2000, sposò Ali Bongo Ondimba, divenendo la seconda moglie nella vita dell'uomo. La coppia ha quattro figli: Malika, Noureddin Edouard, Jalil Louis e Bilal (adottato nel 2002).

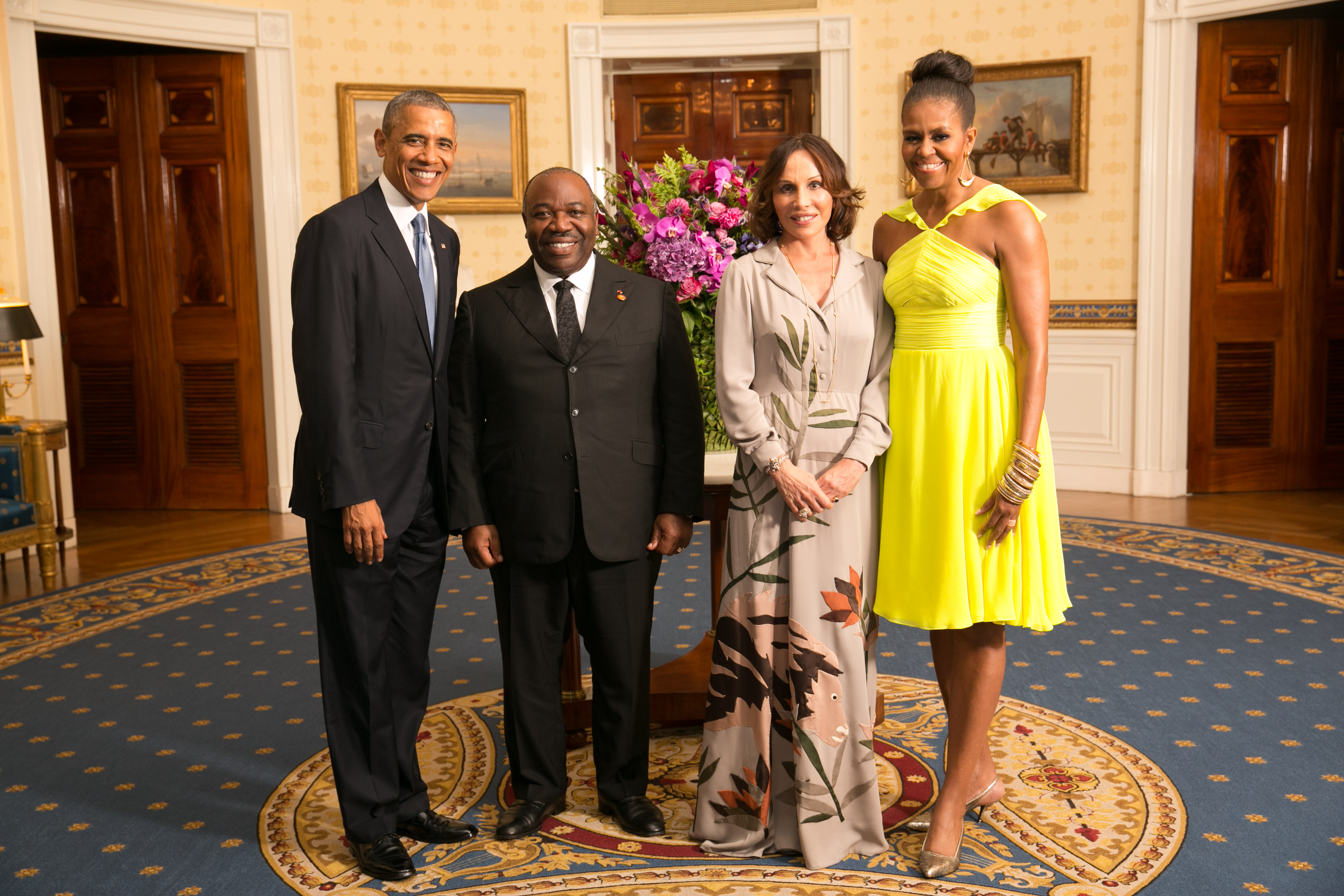
Sylvia Bongo Ondimba alla Casa Bianca, con il marito, nel 2014

### First Lady del Gabon
Il 16 ottobre 2009, quando suo marito venne eletto presidente, Sylvia Bongo Ondimba divenne First Lady del Gabon.
In questa veste, ha portato avanti una campagna di sensibilizzazione sulla condizione delle donne e delle vedove nel mondo, in particolare in Africa.
Il 23 dicembre 2010 l'Assemblea generale delle Nazioni Unite, con la risoluzione 65/189, ha scelto il 23 giugno di ogni anno per la Giornata Internazionale delle Vedove, con effetto dal 2011. La risoluzione era stata proposta dal Gabon e l'impegno della First Lady è stato considerato determinante.
Nel giugno 2013 fu nominata commissario membro della Commissione UNAIDS / The Lancet, che ha, come scopo principale, l'accelerazione dei progressi verso l'eliminazione dell'AIDS.
Il presidente Ali Bongo Ondimba è stato rieletto, per un secondo mandato, il 27 agosto 2016.
L'11 ottobre 2023, pochi mesi dopo il colpo di Stato nel paese è stata sottoposta a mandato di arresto e incarcerata.

### Fondation Sylvia Bongo Ondimba
Nel gennaio 2011 creò una fondazione che porta il suo nome e che presiede, allo scopo di "migliorare la situazione delle persone vulnerabili e svantaggiate in tutto il mondo". È focalizzata, in particolare, sulle donne, incoraggiando progetti di microcredito a loro favore. La fondazione si batte per alleviare la povertà nelle zone isolate del Gabon.